# Congreveraket

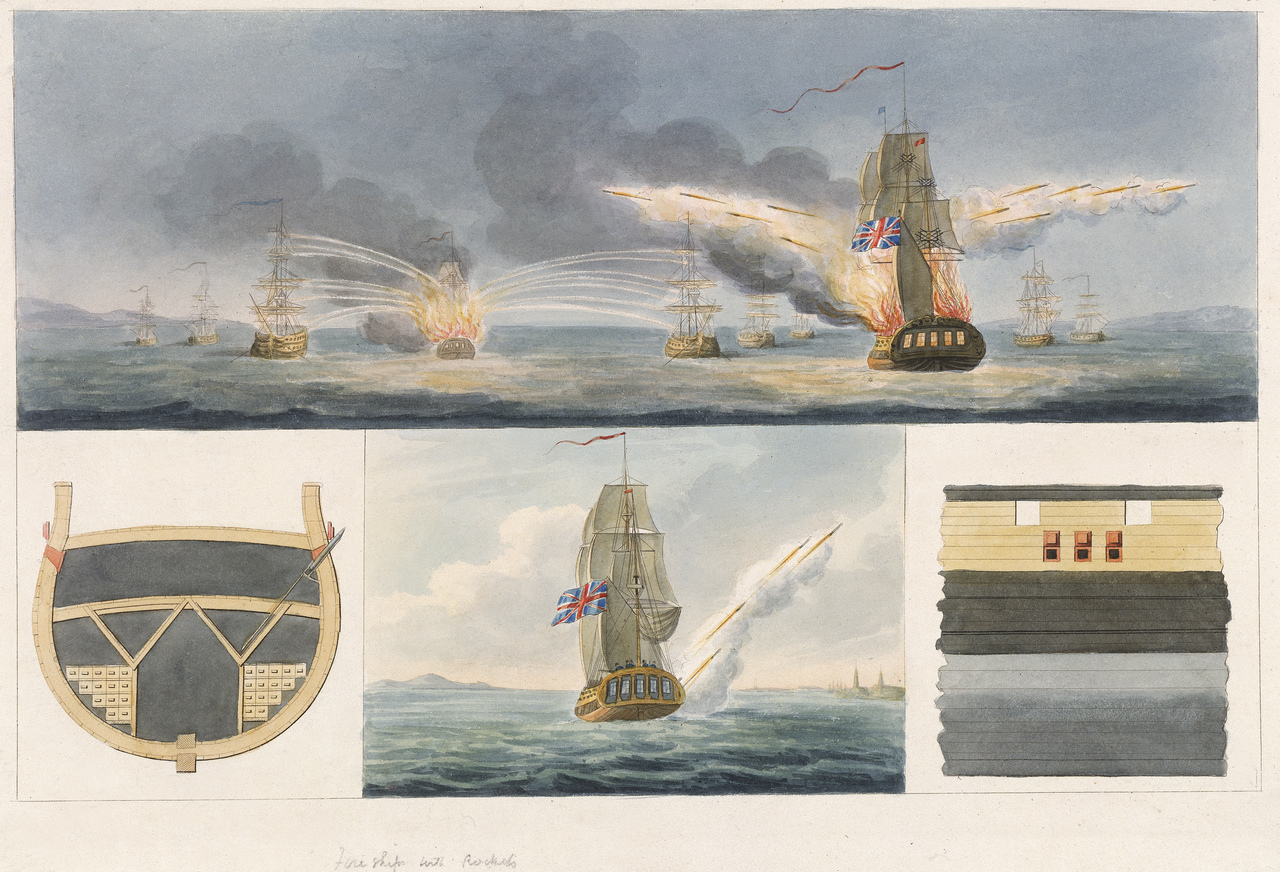
Schepen lanceren Congreveraketten. Illustratie uit Congreve's The Details of the Rocket System, 1814.

Een Congreveraket (Engels: Congreve rocket) was een vroeg type raketwapen, vernoemd naar de uitvinder William Congreve. Het werd ontwikkeld door de Britten op basis van op het in het zuiden van India gelegen sultanaat Mysore buitgemaakte raketwapens. Het 19e-eeuwse wapen werd onder meer ingezet in de napoleontische oorlogen en de oorlog van 1812.

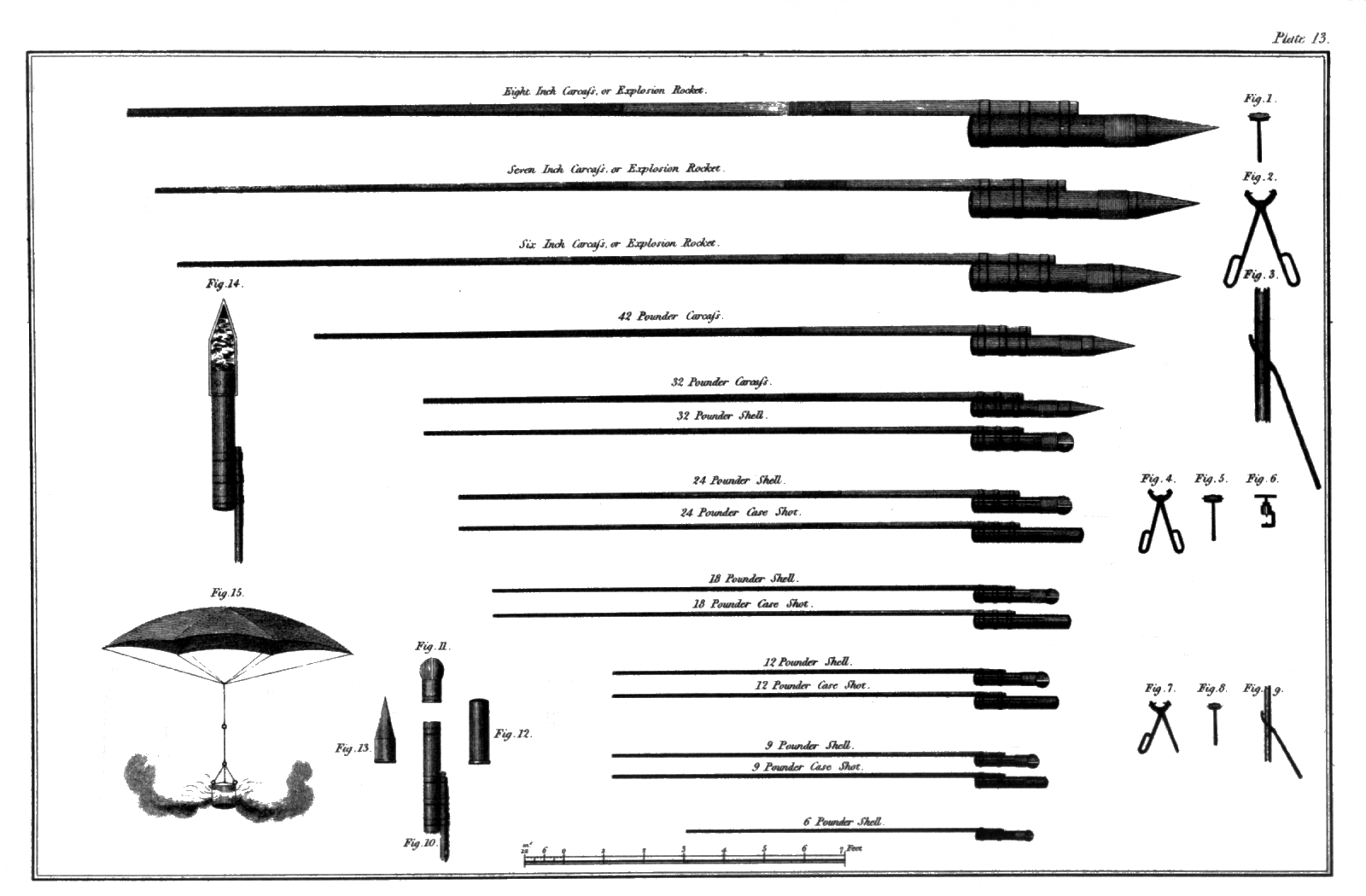
Illustratie uit William Congreve's oorspronkelijke beschrijving in 1807

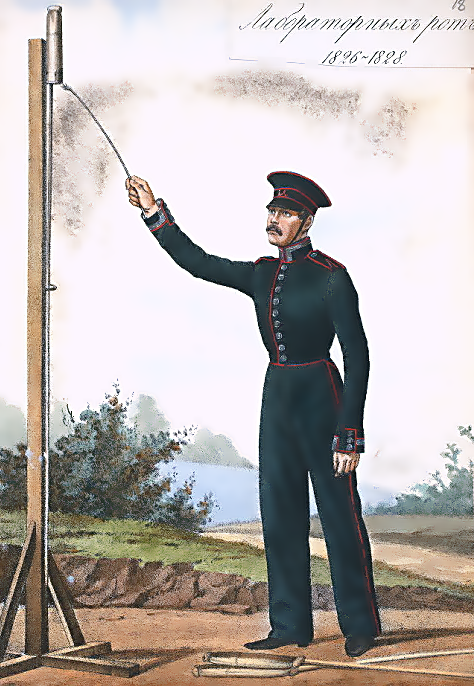
Een Russische soldaat lanceert een Congreveraket, eind jaren 1820

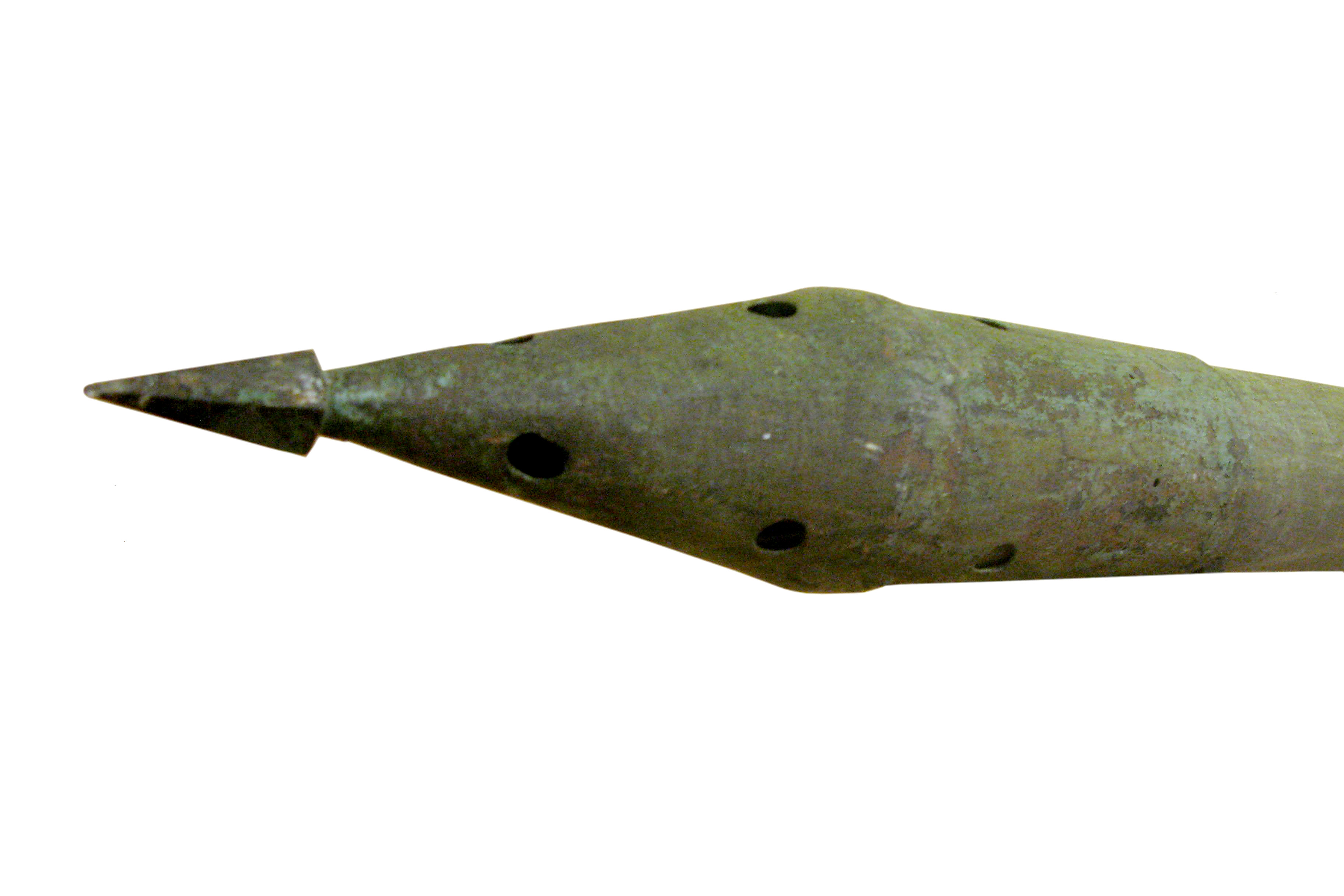
Punt van een Congreveraket gebruikt in de napoleontische oorlogen, nu tentoongesteld in het Musée national de la Marine in Parijs.

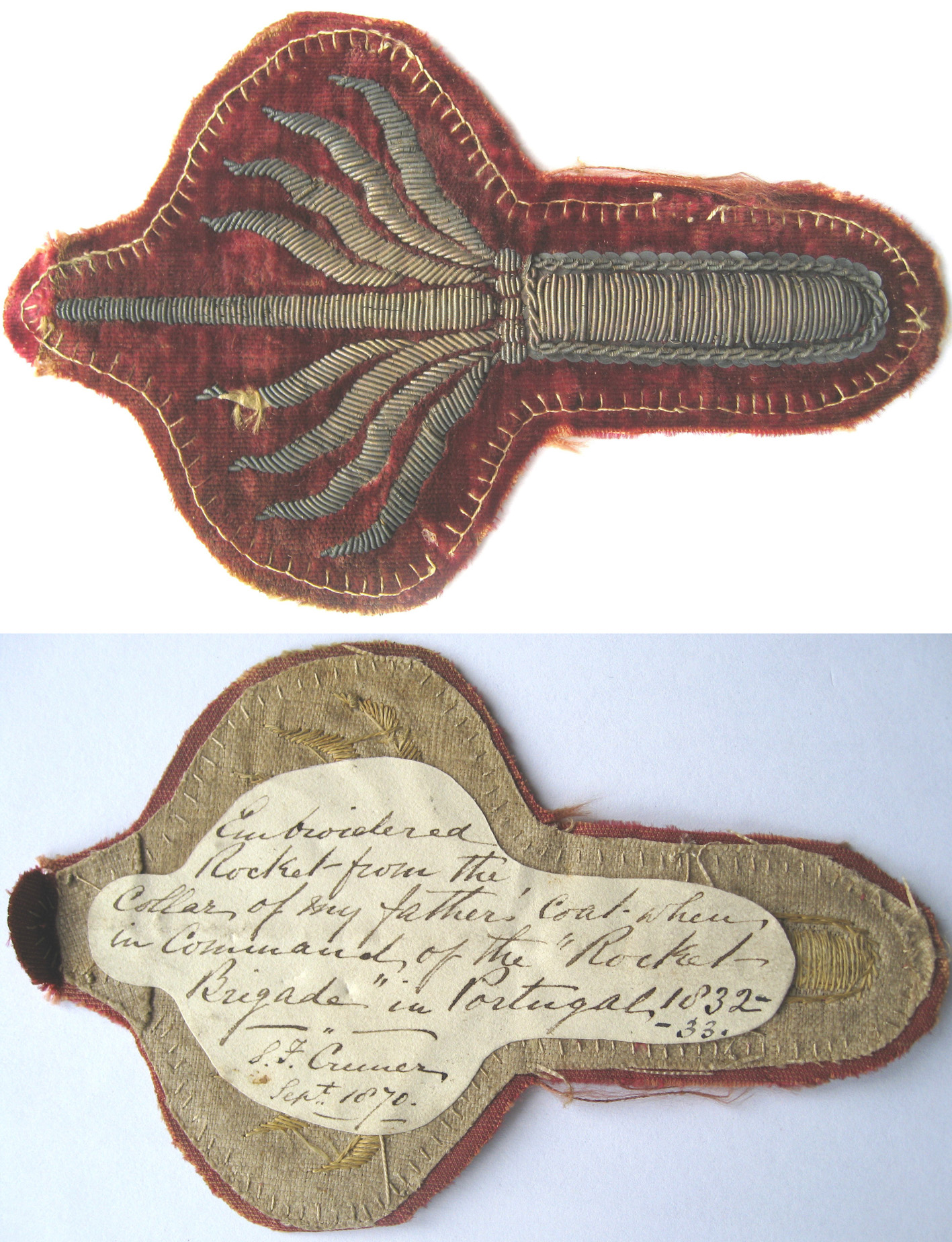
Insignia van de Britse Rocket Brigade die raketten vanaf schepen lanceerde tijdens de strijd om de Portugese troon in 1832-1833

De raket had ongeveer 15 kilogram massa en bestond uit een ijzeren cilinder die het buskruit voor de aandrijving bevatte. De cilinder had een conische neus die het explosief bevatte. De neus kon ook brokken metaal (shrapnel) bevatten. Daarnaast werden de raketten als brandbom gebruikt.
De cilinder zat vast aan een houten stok die voor stabiliteit zorgde. Oorspronkelijk zat de stok aan de zijkant, maar in 1815 werd dit vervangen door een nieuw ontwerp waarbij een plaat aan de cilinder werd bevestigd waardoor de stok door een gegroefd gat werd gestoken.
Twee raketten werden tegelijkertijd gelanceerd vanaf een simpel lanceringsgestel. De raketten werden gelanceerd door aan een touw te trekken dat bevestigd was aan een vuursteenslot. De raketten hadden een bereik van ongeveer 3 kilometer. De afstand werd bepaald door de hoek van het lanceringsgestel.
De raketten waren weinig nauwkeurig in het treffen van het doel. Ook ontploften ze vaak al in de lucht. Ze werden hierom bijna altijd gebruikt in combinatie met andere   artilleriewapens. De wapens hadden vooral een psychologisch doel; ze waren effectief in het zaaien van angst en paniek bij de vijand.

## Geschiedenis

### Ontwikkeling
De Britten kwamen in aanraking met raketwapens tijdens de oorlogen tussen de Britse Oost-Indische Compagnie en het Indiase koninkrijk Mysore. De Indiërs maakten hierbij gebruik van massale raketwapenaanvallen op infanterietroepen. Bij het begin van het Britse beleg van Srirangapatna in 1792 werden tot wel 2000 raketten tegelijkertijd afgevuurd op de Britse belegeraars.
Hyder Ali, de sultan van Mysore, ontwikkelde raketwapens bestaande uit een ijzeren cilinder van ongeveer 20 cm die buskruit bevatte. Dit was een grote verbetering op eerdere raketwapens, die niet van ijzer maar van papier gemaakt werden. De cilinder werd met leren riemen vastgebonden aan een lange stok van bamboe. De raketten hadden een bereik van ongeveer een kilometer. Op zich zelf hadden de raketten weinig kans om doel te raken, maar door duizenden raketten tegelijkertijd te lanceren konden ze een effectief wapen zijn, vooral tegen cavalerietroepen.
Hyder Ali's zoon Tipu Sultan ontwikkelde deze technologie verder. Hij schreef een handleiding voor het gebruik van raketwapens, Fathul Mujahidin, die raketeenheden genaamd cushoons voorschreef, elk bestaande uit 200 man. De handleiding gaf instructies in het bepalen van de juiste lanceringshoek, gebaseerd op de diameter van de cilinder en de afstand van het vijandelijk doel. Ook omschreef hij een orgelachtig apparaat waarmee tot 10 raketten tegelijkertijd gelanceerd konden worden. Sommige raketten waren brandbommen, andere waren gevormd als steekwapens met ijzeren of stalen punten op de bamboestok. Tipu Sultan vergrootte het aantal reguliere raketwapentroepen van Mysore van 1200 naar 5000.
Bij het Britse beleg van Srirangapatna in 1799 werden raketwapens op grote schaal ingezet. Ooggetuigen zeiden dat de raketten meer schade hadden aangericht dan andere ammunitiewapens. In één geval veroorzaakte één raket drie doden en meerdere zwaargewonden. Na de dood van Tipu Sultan en definitieve nederlaag van Mysore bij Srirangapatna in 1799 werden 700 raketten, 600 lanceerbuizen en 9000 rakethulzen aangetroffen door de Britten. Enkele van deze werden terug naar Groot-Brittannië gestuurd. In 1801 begon het Royal Arsenal in Londen een onderzoeksprogramma onder leiding van William Congreve (1772-1828), zoon van de gelijknamige generaal.
Na enkele jaren onderzoek was het nieuwe raketwapen gereed. Congreve ontwikkelde een nieuw brandstofmengsel voor de aandrijving en een nieuwe cilinder van hard ijzer met een conische neus. Massaproductie van het wapen begon bij de Britse ammunitiefabriek Waltham Abbey Royal Gunpowder Mills buiten Londen. Vanaf 1805 werden de raketten in de napoleontische oorlogen ingezet. De Britse artillerie vestigde een raketwapeneenheid en de Britse vloot rustte een aantal van haar oorlogsschepen uit met de raketten. Dergelijke schepen werden raketschepen (rocket vessels) genoemd.
Congreve documenteerde zijn uitvinding in drie boeken: A Concise Account of the Origin and Progress of the Rocket System (1807), The details of the rocket system (1814) en A Treatise on the General Principles, Powers, and Facility of Application of the Congreve Rocket System (1827).

### Napoleontische oorlogen
Op 8-9 oktober 1806 werden de raketten voor het eerst ingezet, bij een Britse aanval op de Franse vloot in de haven van Boulogne. Over een periode van een half uur werden er zo'n 2000 gelanceerd op Boulogne. De raketten veroorzaakten een aantal branden maar hadden verder weinig effect. De aanval was wel effectief genoeg om het nut van de raketten aan te tonen.
Bij de Britse aanval op Kopenhagen in 1807 werden onder andere zo'n 300 raketten op de stad afgevuurd, waardoor in een groot deel van de stad branden uitbraken. De Denen gaven zich na enkele dagen over. In 1813 leidde een vergelijkbare Britse aanval op Danzig met raketten tot brand in de voedselvoorraden en de overgave van de stad.
Bij de Walcherenexpeditie in 1809 werd een schip, de HMS Galgo, uitgerust met raketten. Er is echter geen aanwijzing dat raketten ook daadwerkelijk afgevuurd werden. In 1813 werd Vlissingen bestookt met Congreveraketten. De enige Britse eenheid die deelnam aan de Slag bij Leipzig in 1813 was een artillerie-eenheid uitgerust met raketten. Bij de Slag bij Quatre-Bras in 1815 werden raketten ingezet om de Britse aftocht te dekken.

### Oorlog van 1812
In de oorlog van 1812 tegen de Verenigde Staten werden raketten onder meer ingezet tijdens de Slag bij Bladensburg. Het lanceren van raketten door het Britse raketschip HMS Erebus tijdens het bombardement van Fort McHenry in 1814 was de inspiratie voor een van de regels van het Amerikaanse volkslied The Star-Spangled Banner: And the rockets’ red glare, the bombs bursting in air ("en de rode gloed van de raketten, de bommen die in de lucht ontploffen").

### Later gebruik
Op 7 januari 1841, tijdens de Eerste Opiumoorlog, kwam het met Congreveraketten uitgeruste Britse oorlogsschip Nemesis in actie in de Parelrivierdelta. Vanaf de Nemesis werd een raket gelanceerd op een Chinese jonk. De raket landde dicht bij het buskruit op het dek van de jonk, waardoor het explodeerde en de jonk zonk.
Tijdens de Maori-oorlogen tegen de Maori in de tweede helft van de 19e eeuw gebruikten de Britten raketten om fortificaties van de Maori aan te vallen. De raketten bleken echter redelijk nutteloos tegen in loopgraven gelegerde troepen.
De raketten bleven in militair gebruik tot de tweede helft van de 19e eeuw, toen ze werden vervangen door een nieuw type raketten ontworpen door William Hale (1797-1870). Bij deze Haleraketten was de stok vervangen door gaten in de cilinder die ervoor zorgden dat de raket ronddraaide, wat voor de benodigde stabiliteit zorgde. Ook was de Haleraket veel zwaarder, zo'n 60 kilogram. Beide types raketten werden gebruikt door het Britse leger totdat de Britten in 1867 volledig overgingen op Haleraketten.
In 1870 werden de Congreverakketen aangepast voor een nieuw doeleinde: het afvuren van kabels vanaf reddingsschepen naar schepen in nood.
Na 1815 werden raketwapens niet meer op grote schaal gebruikt. Andere types wapens, projectielen en ammunitie werden dusdanig verbeterd dat de raketwapens er niet meer mee konden concurreren. Pas in de Tweede Wereldoorlog werden raketwapens weer op grote schaal ingezet.

## Musea
Congreveraketten worden tentoongesteld in het Rijksmuseum in Amsterdam (als tekening), het Zeeuws maritiem muZEEum in Vlissingen, het Science Museum in Londen en het Musée national de la Marine de Paris. Het voormalige Royal Artillery Museum in Londen had ook een Congreveraket in bezit.